# Het Vlaamsche Volk (1937-1940)
Het Vlaamsche Volk is een voormalig Belgisch flamingant-communistisch weekblad dat werd uitgegeven door de Vlaamsche Kommunistische Partij (VKP).

## Historiek
De uitgave van het weekblad werd opgestart in 1937, als opvolger van De Rode Vaan. Hoofdredacteur was Jef Van Extergem. Door de propaganda omtrent de eis voor '1 frank soldij voor gemobiliseerde soldaten' enerzijds en de acties tegen de 'werktijdverlening voor de mijnwerkers' anderzijds werd de uitgave van het weekblad in 1939 door de toenmalige Belgische regering van nationale eenheid Pierlot III verboden op gronde dat deze campagnes 'defaitisch' waren.
Vanaf de Achttiendaagse Veldtocht werd de publicatie van het blad opnieuw opgestart, op gestencilde blaadjes. Begin juli 1940 volgde onderhandelingen met de Propaganda-Abteilung van de Duitse bezetter, deze mislukten echter doordat de gestelde politieke eisen voor de VKP onaanvaardbaar bleken. In opvolging van het blad verscheen vanaf januari 1940 het verzetsblad Ulenspiegel.